# Syberyjski prikaz
Syberyjski prikaz (ros. Сиби́рский прика́з) - organ zarządzający, centralny urząd istniejący w Rosji od XVII do XVIII wieku o kompetencjach regionalnych zajmujący się administracją Syberii. 

## Historia
Od 1599 do 1637 kwestiami syberyjskimi zarządzał prikaz kazański, zajmujący się wschodnimi rubieżami imperium. Prikaz syberyjski wyodrębnił się w roku 1637, a pod jego zarządem znalazła się cała Syberia. Od momentu powstania, aż do 1663 r. na czele syberyjskiego i kazańskiego prikazu stała ta sama osoba.
"Ze względu na fakt, że sprawy syberyjskie szybko się rozwinęły, uznaje się, że konieczne jest utworzenie specjalnej kancelarii - Prikazu Syberyjskiego, z przyznaniem mu pełnej władzy, aby rozwiązać sprawy dotyczące Syberii"
Nowy prikaz zajmował się kwestiami administracyjnymi, sądowymi, wojskowymi, finansowymi, handlowymi oraz górnictwa i wydobycia surowców. Częściowo zajmował się również sprawami dyplomatycznymi w kontaktach z państwami sąsiadującymi z Syberią – Chinami oraz „Mongolskimi i Kałmuckimi władcami”. Prikaz kontrolował lokalną administrację, nadzorował sporządzanie ksiąg należności, oraz pobieraniem jasaku.
W styczniu 1706 roku na czele syberyjskiego prikazu stanął kniaź, Matwiej Gagarin.
Po ustanowieniu guberni syberyjskiej Gagarin został jej namiestnikiem i nadal stał na czele syberyjskiego prikazu.
Podczas I reformy regionalnej Piotra I (według dekretu z 18 grudnia 1708 r.) prikaz został przekształcony w Moskiewską kancelarię syberyjskiej guberni, a od 1710 r. faktycznie przestał istnieć, jako centralna instytucja państwowa. Funkcje prikazu od tego czasu zostały skupione w rękach gubernatora Syberii i kancelarii guberni w Tobolsku.
W 1708 roku Gagarin został mianowany „generalnym prezydentem”, gubernatorem moskiewskim. Pomimo miana gubernatora Syberii, pozostał „prezydentem” Syberyjskiego prikazu mieszkającym w Tobolsku. Dekrety były podpisywane przez komisarza Danila Nikitina.
W 1718 roku, po odwołaniu kniazia Gagarina ze stanowiska, Syberyjski prikaz otrzymał takie same uprawnienia, jak kolegia państwowe i stał się zależny od Senatu Rządzącego.
W związku z obniżeniem wpływów do skarbu państwa z Syberii, w 1730 roku powrócono do poprzednich kompetencji Syberyjskiego prikazu, podporządkowując go Senatowi.  Od tego czasu Syberyjski prikaz nie zajmował się już kwestiami dyplomatycznymi z sąsiednimi państwami, w jego kompetencjach nie zawarto już zarządzania kopalniami czy innymi zakładami produkcyjnymi, przestał również zajmować się sprawami związanymi z wojskiem (od 1748 roku). Syberyjski prikaz zachował pełną kontrolę jedynie nad sprawami administracyjnymi, finansowymi, handlowymi i celnymi.
Od sierpnia 1734 roku wprowadzono finansową odpowiedzialność Syberyjskiego prikazu przed Kamer-Kollegiami (Камер-коллегия) i Sztats-kontorem (Штатс-контор).
Dekretem z dnia 15 grudnia 1763 roku ostatecznie zniesiono Syberyjski prikaz, a jego dotychczasowe kompetencje przydzielono innym guberniom w Rosji.
Archiwum Syberyjskiego prikazu znajduje się w Rosyjskim państwowym archiwum dawnych dokumentów (РГАДА).
Według niektórych danych, więcej niż 90% dokumentów Syberyjskiego prikazu nie zostało nigdy przebadane.

## Przewodnictwo
- 1637-1643 bojarski kniaź Borys Michajłowicz Lykov
- 1643-1646 bojarski kniaź Nikita Iwanowicz Odoevsky
- 1646-1662 bojarski kniaź Aleksy Nikitycz Trubecki
- 1663–1680 okolniczy Rodion Matveyevich Streshnev
- 1680-1697 bojarski książę Iwan Borysowicz Repnin
- 1697–1704 urzędnik Dumy Andriej Andriejewicz Vinius
- 1704-1705 kniaź Fiodor Juriewicz Romodanowski
- 1706-1711 kniaź Matwiej Pietrowicz Gagarin[1]